# Harvest Moon: Back to Nature
Harvest Moon: Back to Nature (牧場物語～ハーベストムーン～ Bokujō Monogatari Harvest Moon) (牧場物語～ハーベストムーン～ Bokujō Monogatari Harvest Moon) là một trò chơi video trong loạt mô phỏng trang trại Story of Seasons, do Victor Interactive Software phát triển. Đây là trò chơi Harvest Moon đầu tiên không dành cho hệ máy thuộc Nintendo. Nhân vật từ Harvest Moon 64 được chuyển sang các nhân vật trong trò chơi này, với lối sống mới, tính cách và các mối quan hệ.
Một phiên bản có nhân vật chính là nữ Bokujō Monogatari Harvest Moon for Girl (牧場物語～ハーベストムーン～forガール) (牧場物語～ハーベストムーン～forガール)cũng đã được phát hành chỉ trong thị trường Nhật Bản. Vào năm 2005, Harvest Moon: Back to Nature được ghép nối với phiên bản dành cho nữ và được chuyển thành Harvest Moon: Boy & Girl (牧場 物語 ハ ー ベ ス ト ム ー ン ボ ー イ ＆ ガ ー ル, Bokujō Monogatari: Harvest Moon Boy and Girl) cho PlayStation Portable, mặc dù hộp và hướng dẫn mô tả như đây là một trò chơi mới. Năm 2008, Marvelous Interactive phát hành Harvest Moon: Back to Nature và Bokujō Monogatari Harvest Moon for Girl cho PlayStation 3 và PlayStation Portable thông qua PlayStation Network.
Trò chơi này đã được làm lại cho Game Boy Advance với tên Harvest Moon: Friends of Mineral Town và Harvest Moon: More Friends of Mineral Town, cả hai trò chơi này sau đó được làm lại choNintendo Switch với tên Story of Seasons: Friends of Mineral Town.

## Cốt truyện
Khi còn là một cậu bé, nhân vật chính đi đến trang trại của người ông vào mùa hè. Ông quá bận rộn chăm sóc trang trại không dành ra được nhiều thời gian chơi với cậu, vì vậy cậu bé khám phá thị trấn và vùng nông thôn một mình. Cậu bé kết bạn với chú cún của ông nội và gặp một cô gái nhỏ trạc tuổi và trở thành bạn thân.
Khi mùa hè đã qua, cậu bé đã phải trở về nhà, nhưng cậu hứa với cô bé rằng cậu sẽ trở lại một ngày nào đó. Mười năm sau, sau khi người ông qua đời, cậu bé, bây giờ là một người đàn ông trưởng thành, trở lại thị trấn để tiếp nhận trang trại. Lúc đó, thị trưởng và những người dân làng khác quyết định rằng cậu sẽ được phép ở lại làm chủ trang trại đích thực, nếu cậu có thể phục hồi trang trại trở lại trạng thái ban đầu, trong vòng ba năm. Nếu không, cậu sẽ phải rời đi.

## Cách chơi
Trò chơi bắt đầu với nhân vật chính thừa kế được một khoản tiền ít ỏi và một trang trại nhỏ đầy cỏ dại, đá và cây. Trong suốt quá trình chơi, người chơi phải xây dựng một trang trại thịnh vượng và trở thành bạn của toàn dân làng trong thị trấn Mineral Town. Trong suốt trò chơi, người chơi phải cân bằng giữa tham gia vào việc làm nông trại và tương tác với các nhân vật khác để duy trì tình bạn. Để bắt đầu câu chuyện, người chơi phải vượt qua trở ngại đầu tiên của việc tái thiết trang trại bằng cách loại bỏ cỏ dại và trồng cây mới. Thời gian trôi qua khi người chơi ở ngoài trời và dừng lại khi ở trong nhà, như các cửa hàng, chuồng trại và mỏ. Cả việc trồng trọt và nuôi gia súc đòi hỏi sự chú ý hàng ngày và cách phân bố thời gian.
Người chơi bắt đầu với một loạt các công cụ nông nghiệp thô sơ, sau này có thể được nâng cấp và rèn để làm việc hiệu quả hơn, cho phép làm việc nhiều hơn với mức tiêu thụ năng lượng ít hơn. Năng lượng là yếu tố chiếm ưu thế của trò chơi, ảnh hưởng đến tất cả các mặt khác của nó, đặc biệt là trong giai đoạn đầu. Nhân vật chính có thể thực hiện một số nhiệm vụ hạn chế mỗi ngày. Thay vì hiển thị thanh năng lượng, trò chơi cho thấy nhân vật trở nên mệt mỏi hơn khi thực hiện nhiều nhiệm vụ. Làm việc sau khi năng lượng đã cạn kiệt sẽ gây mệt mỏi và nhập viện, dẫn đến việc không có khả năng thực hiện công việc cần làm trong ngày hôm đó; thời gian nằm viện tăng lên theo từng lần màn hình tối đen. Có những loại thời tiết cũng như bốn mùa khác nhau trong trò chơi, thường thay đổi ngẫu nhiên. Có mưa, bão, băng giá và bão tuyết làm thiệt hại đến trang trại của người chơi giống như họ đối mặt trong cuộc sống thực.
Người chơi có thể tham gia vào một số hoạt động, chẳng hạn như cá cược đua ngựa, hẹn hò và tham gia vào các lễ hội trong mùa. Trong trò chơi, người chơi sẽ được giao nhiệm vụ tìm một người vợ phù hợp, cầu hôn, và tham gia cùng với gia đình người chơi ở nông trại mà họ sẽ sớm kết hôn và bắt đầu một gia đình.
Một khi ba năm đầu tiên trôi qua, nếu nông trại được đổi mới hoàn toàn, gia đình của nhân vật người chơi sẽ ổn định trên trang trại của họ và trò chơi tiếp tục vô thời hạn, không có kết thúc.

## Tiếp nhận
Trò chơi nhận được đánh giá tích cực và có 82 trong số 100 điểm đánh giá trên Metacritic và 79,32% trên GameRankings.
IGN đánh giá phiên bản PlayStation gốc của trò chơi ở mức 7.5 hoặc "Tốt", gọi đó là "sáng tạo mang tính sâu sắc", mặc dù còn yếu về mặt đồ hoạ, và đánh giá bản PSP là 7.1 hoặc "Rất ổn".
Gerald Villoria của GameSpot đã cho trò chơi điểm số 8,3 trên 10, gọi đây là trò chơi "đáng ngạc nhiên vì đây là một trong những trải nghiệm nhập vai thỏa mãn nhất có thể tìm thấy trên PlayStation."
Tại Nhật Bản, tạp chí Famitsu đã ghi nhận phiên bản PlayStation của trò chơi đạt 31 điểm trên 40.